# La Petite Fille de ses rêves
La Petite Fille de ses rêves (The Girl of His Dreams dans les éditions originales en anglais) est un roman policier américain de Donna Leon publié en 2008. C'est le 17e roman de la série mettant en scène le personnage de Guido Brunetti.

## Résumé
Antonin Scallon, missionnaire revenu d’Afrique vient faire une demande au commissaire Brunetti après avoir enterré la mère du policier : pourrait-il s’intéresser aux agissements de Mutti, qui officie pour une secte chrétienne à Venise ? Puis le corps d’une fillette est retrouvé dans un canal. Fait étrange, nul ne signale sa disparition, ni celle des bijoux cachés dans ses vêtements et dans son corps. La petite fille qui hante ses rêves est Ariana Rocich. L’enquête l’amène à pénétrer l'univers des Roms, un monde à part, en dehors des lois du pays, mais aussi dans l'impossibilité d'obtenir une justice.
En effet, les découvertes de Brunetti mènent à une impasse : aveux du frère d’Ariana (un Rom, un mineur, dont les parents brutalisés par la société et la police ne viendront jamais témoigner, ni même se plaindre) contre le fils du ministre de l’intérieur, sous l’emprise de la drogue et du racisme après la mort de son frère, vraisemblablement tué par des tribus de Nouvelle-Guinée. 
Le lien entre les deux affaires : secte d’une part, meurtre et affrontement de deux mondes d’autre part, est encore plus tenu que dans les autres romans de Donna Leon. Le monde contre lequel s’entête Brunetti est encore plus blasé, mais sa « victoire », qui n’est que toute personnelle, ne s’en trouve que plus puissante politiquement. 

## Éditions
Éditions originales en anglais
- (en) Donna Leon, The Girl of His Dreams, Londres, William Heinemann, 3 avril 2008, 288 p. (ISBN 978-0-434-01802-4) — Édition britannique
- (en) Donna Leon, The Girl of His Dreams, New York, Atlantic Monthly Press, 13 mai 2008, 272 p. (ISBN 978-0-87113-980-1, LCCN 2009464425) — Édition américaine

Éditions françaises
- Donna Leon (auteur) et William Olivier Desmond (traducteur) (trad. de l'anglais), La Petite Fille de ses rêves [« The Girl of His Dreams »], Paris, Calmann-Lévy, 23 février 2011, 257 p. (ISBN 978-2-7021-4140-3, BNF 42367609)
- Donna Leon (auteur) et William Olivier Desmond (traducteur) (trad. de l'anglais), La Petite Fille de ses rêves [« The Girl of His Dreams »], Paris, Points, coll. « Points policier » (no P2742), 5 janvier 2012, 325 p. (ISBN 978-2-7578-2649-2, BNF 42582993)

## Adaptation télévisée
Le roman a fait l'objet d'une adaptation pour la télévision, en 2011, sous le même titre français (titre allemand original : Das Mädchen seiner Träume), dans le cadre de la série Commissaire Brunetti dans une réalisation de Sigi Rothemund, produite par le réseau ARD et initialement diffusée le 28 avril 2011.